# گیلفاگینینگ

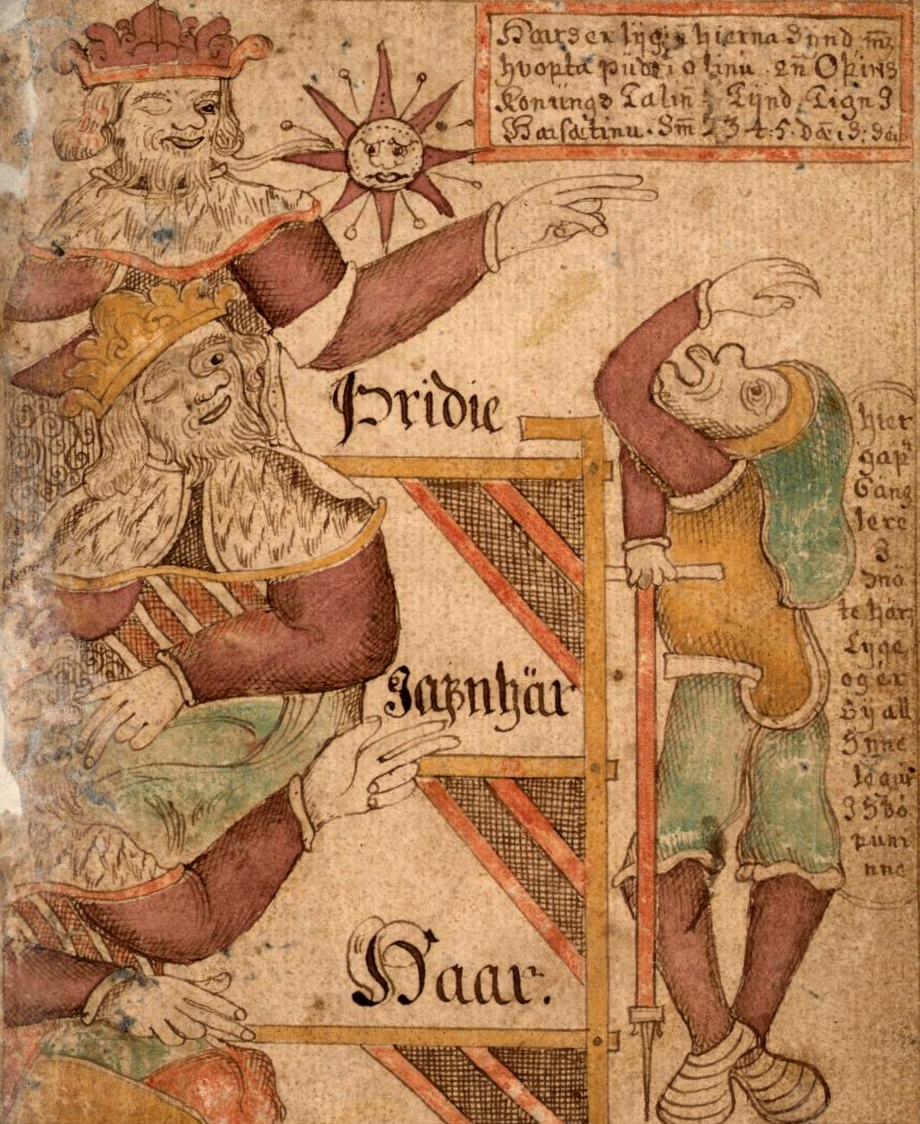
گیلفی فریب خورنده و سه پادشاه سخنران، بالا، به همان اندازه بالا، و سوم، در تصویری از نسخه خطی ایسلندی

گیلفاگینینگ (به انگلیسی: Gylfaginning) (به معنی گیلفی فریب خورنده، متشکل از حدود ۲۰٬۰۰۰ لغت) پس از دیباچه، اولین بخش اصلی از کتاب ادای منثور، اثر شاعر و سیاست‌مدار ایسلندی اسنوری استورلوسون است که مطالب آن در قالب روایی ارائه شده‌است. گیلفاگینینگ دربارهٔ خلقت و نابودی جهان ایزدان نوردیک و بسیاری از جنبه‌های دیگر در اسطوره‌شناسی اسکاندیناوی است. این بخش شامل روایتی است که در آن شاه گیلفی از سه پادشاه دیگر، بالا، به همان اندازه بالا، و سوم دربارهٔ اساطیر، آیندهٔ آسیر و افسانه‌های اسکاندیناوی پرسش‌هایی می‌پرسد. دنبالهٔ گیلفاگینینگ و دومین بخش از ادای منثور با عنوان «اسکالدزکاپارمال» یا زبان و بیان شاعرانه و سومین بخش «هتاتال» یا وزن اشعار نام دارد.

## خلاصه افسانه
گیلفاگینینگ داستان گیلفی پادشاه سوئدی و نوعی فیلسوف را بازگو می‌کند. گیلفی مردی دانا بود و در استفاده از سحر و جادو مهارت داشت. او برای آسیر بسیار مشکل‌ساز بود و آسیر همواره او را سردرگم می‌کردند، زیرا به نظر می‌رسید همه چیز توسط حیله‌گری طبق ارادهٔ آن‌ها عمل می‌کند. او تعجب می‌کرد و از خود می‌پرسید آیا ممکن است این مسئله از طبیعت آنان باشد یا قدرت خود را از خدایانی که می‌پرستیدند می‌گرفتند. او پس از اینکه توسط یکی از ایزدبانوان کهن (گفیون) فریب خورد، به این فکر فرورفت که آیا تمام ایزدان از ترفند و جادو برای رسیدن به اهداف خود استفاده می‌کنند. چنین شد که گیلفی به‌طور مخفیانه و به شکل پیرمردی عازم سفری به آسگارد شد. اما آس‌ها بر این وضعیت آگاه شدند و دامی بر راه او گستردند. ایزدان در میان راه او را فریب دادند تا به مکان دیگری برسد، جایی که او قصری وسیع را مشاهده کرد که جمعیتی انبوه در آن به خوشگذرانی مشغول بودند.
در ابتدای در ورودی سالن گیلفی مردی را مشاهده کرد که توسط خنجرهایی مشغول ژانگولربازی بازی بود و در آن واحد هفت عدد از آن‌ها در هوا بودند. این مرد نام او را خواستار شد و گیلفی خود را گانگ‌لِری نامید و از او سؤال نمود: چه کسی صاحب چنین قصری است؟ شخص دیگری پاسخ داد پادشاه آن‌ها صاحب همچنین قصری است و من شما را نزد او خواهم برد. در انتهای تالار سه تخت پادشاهی قرار داشت که بر هر یک از آن‌ها پادشاهی جلوس کرده بود. پادشاه اول «عالی جناب»، پادشاه دوم «به همان اندازه عالی جناب»، و سومی فقط «سوم» نامیده می‌شدند. گانگ‌لری سپس برای نشان دادن میزان دانایی خود شروع به سؤال پرسیدن نمود و چون مرسوم بود ابتدا از سرگذشت‌نامه‌های ایسلندی شروع کرد. او دربارهٔ ایزدان، و چگونگی خلقت و نابودی جهان (راگناروک) سؤال کرد و در پاسخ مطالبی دانشنامه‌ای، افسانه‌ای و مرتبط با فرهنگ قومی شنید. اولین سؤال او چنین بود: چه کسی والاترین یا کهن‌ترین در میان ایزدان است؟ پادشاه اول عالی جناب پاسخ داد؛ او در زبان ما با عنوان پدر همگان نامیده می‌شود، اما در آسگارد دوازده نام دارد و به ترتیب تمامی دوازده نام را برایش بازگو کرد. گانگ‌لِری سؤال‌های متعدد و زیادی را پرسید و پادشاهان به تمامی آن‌ها پاسخ دادند. در انتها قصر و تمامی افراد داخل آن ناگهان ناپدید شدند و گیلفی بر روی زمینی خشک و خالی ایستاده بود. در نهایت گیلفی به سرزمین پادشاهی خود بازگشت و داستان‌هایی که برایش گفته بودند را برای دیگران بازگو کرد.